# 7e cérémonie des North Texas Film Critics Association Awards
La 7e cérémonie des North Texas Film Critics Association Awards (NTFCA Awards), a eu lieu le 8 janvier 2012, et a récompensé les films réalisés l'année précédente.

## Palmarès

### Meilleur film
- Cheval de guerre (War Horse)

### Meilleur réalisateur
- Martin Scorsese pour Hugo Cabret (Hugo)

### Meilleur acteur
- George Clooney pour le rôle de Matthew "Matt" King dans The Descendants

### Meilleure actrice
- Viola Davis pour le rôle d'Aibileen Clark dans La Couleur des sentiments (The Help)

### Meilleur acteur dans un second rôle
- Christopher Plummer pour le rôle d'Hal dans Beginners

### Meilleure actrice dans un second rôle
- Octavia Spencer pour le rôle de Minny Jackson dans La Couleur des sentiments (The Help)

### Meilleure photographie
- Cheval de guerre (War Horse) – Janusz Kamiński

### Meilleur film d'animation
- Les Aventures de Tintin : Le Secret de La Licorne (The Adventures of Tintin : The Secret of the Unicorn)

### Meilleur film documentaire
- Being Elmo: A Puppeteer's Journey

### Meilleur film en langue étrangère
- Une séparation (Jodái-e Náder az Simin) •  Iran